# Opération du Primorié
Guerre civile russe
L'opération du Primorié (en russe : Приморская операция, Primorskaïa operatsia) est la dernière grande opération menée pendant la guerre civile russe, qui se déroule du 4 au 25 octobre 1922, menant à la prise par la république d'Extrême-Orient de la ville de Vladivostok, alors aux mains des blancs.
L'opération est une réponse à une offensive lancée le 2 septembre 1922 des troupes des Armées Blanches du gouvernement provisoire de Priamour (la Zemskaïa Rat (en)) sous le commandement de Mikhail Dieterichs. Cette offensive, lancée vers le nord en direction de Khabarovsk, visait à reprendre l'entièreté du Primorié des mains de la république d'Extrême-Orient et de son armée (la NRA). Alors que dans un premier temps, les Armées Blanches progressent, elles sont ensuite repoussées lorsque l'opération du Primorié commence. Sous le commandement du général Ieronim Ouborevitch, la NRA descend en mois d'un mois tout le Primorié, jusqu'à reprendre le 25 octobre 1922 Vladivostok.

## Rapports de force
Le 3 octobre 1922, dans la zone de la gare de Chmakovka, un groupe de frappe de la NRA sous le commandement de Mikhaïl Olchanski était concentré, composé de la 2e division de l'Amour, de la brigade de cavalerie séparée d'Extrême-Orient, du détachement partisan de Spassk, d'un détachement aérien, d'un bataillon de sapeurs, d'une compagnie de démolition de mines et une division de trains blindés (total 10 000 personnes, 288 mitrailleuses, 24 canons, 3 trains blindés et 3 avions). Les réserves du commandement principal de la NRA étaient concentrées à l'arrière : la Ire division transbaïkale (5 000 personnes, 143 mitrailleuses, 18 canons) et 5 000 partisans sous le commandement de M. P. Volski.
Dans le même temps, avant le début de l'opération du Primorié, la «Zemskaïa Rat (en)» a été considérablement renforcée (après la signature d'un accord selon lequel les Japonais se sont vu vendre un quai à Vladivostok, 22 navires et des rails du chemin de fer. En échange, Dieterichs a reçu 19 wagons avec des armes). Ses forces comptaient 12,8 mille baïonnettes, 2 700 sabres, 32 canons, 750 mitrailleuses, 4 trains blindés et 11 avions . Mais dans le même temps, jusqu’à un tiers des forces blanches ont dû être détournées pour combattre le mouvement partisan.

## Déroulement

### Prises de villes régionales
Le 4 octobre 1922, les forces de la NRA passent à l'offensive. Le 6 octobre 1922, Iakov Pokous prend le commandement du groupe d'attaque de la NRA. Le 8 octobre, les unités de la NRA avaient avancé de 50 km vers le sud, capturé la station de Sviaguino et repoussé les forces blanches vers la zone fortifiée de Spassk. Les 8 et 9 octobre eurent lieu la bataille de Spassk. Du 10 au 15 octobre, lors de violents combats dans les régions de Voznessenskoïe et Monastyrische, les principales forces des gardes blanches ont été vaincues. Par la suite, développant l'offensive, la 2e division de l'Amour, en coopération avec les partisans, occupa le 15 Nikolsk-Oussouriïsk, et des unités de la Ire division transbaïkale et de la brigade de cavalerie d'Extrême-Orient occupèrent les gares de Golenka et de Grodekovo,.

### Arrivée dans la périphérie de Vladivostok
Le 19 octobre, vers 13 heures, les troupes de la NRA ont atteint Vladivostok, où se trouvaient encore jusqu'à 20 000 soldats japonais. Dans le but de créer un prétexte pour laisser leurs troupes à Vladivostok, le commandement japonais et le représentant du ministère japonais des Affaires étrangères à Vladivostok ont commencé à menacer de suspendre l'évacuation en cas d'affrontements entre les unités de l'armée populaire révolutionnaire (NRA) et les troupes japonaises. Le consul américain McGown a également déclaré dans le journal local Garde Blanche qu'« en cas de danger, les mesures les plus décisives seront prises par les troupes américaines ». Le Conseil militaire de l'armée populaire révolutionnaire a appelé les commandants, les commissaires et les soldats à s'éloigner de la ville de manière organisée à quelques kilomètres de la ville et à attendre de nouvelles instructions,.
Le 20 octobre 1922, Diterichs et environ 7 000 personnes (ses soldats et membres de leurs familles) arrivèrent à Possiet, d'où ils furent évacués par des transports japonais. Le même jour, un groupe de régionalistes sibériens a proclamé le Conseil des organisations autorisées de la Sibérie autonome. Un gouvernement a été formé, dirigé par A.V. Sazonov (ancien émissaire du gouvernement provisoire sibérien et membre de la Conférence économique de l'État de Koltchak). Mstislav Golovatchev devient ministre des Affaires étrangères. Ce gouvernement brandit la bannière sibérienne verte et blanche, mais ne fut pas reconnu par les autorités de la ville, et le 21 octobre 1922, une grève générale commença à Vladivostok,. Cependant, les activités de ce nouveau « gouvernement » se sont limitées au fait que le 22 octobre, il a affiché dans toute la ville des affiches manuscrites annonçant sa prise de pouvoir, ce qui lui a valu le surnom de « gouvernement d'affiche ». De plus, le même jour, trois de ses « ministres » ont fait une descente dans la mairie afin de s'emparer de la caisse, mais la caisse était déjà pillée.
Le 22 octobre, le gouvernement soviétique et le gouvernement de la république d'Extrême-Orient se sont adressés au Japon pour protester contre le retard du commandement japonais à évacuer ses troupes de Vladivostok. Le commandement japonais fut contraint le 24 octobre, à la hate de Sedanka, de signer un accord sur l'évacuation des japonais de Vladivostok et des îles adjacentes par les troupes japonaises au plus tard à 16 heures le 25 octobre 1922,.

### Prise de Vladivostok
Le 25 octobre à 16 heures, à la suite du départ des troupes interventionnistes, les unités avancées de la Ire division transbaïkale et de la 2e division de fusiliers Amour sont entrées dans Vladivostok. Les observateurs américains rapportent que l'arrivée de l'armée populaire révolutionnaire a permis le rétablissement de l'ordre et a été accueillie avec joie par la population de Vladivostok.

## Conséquences

### Réception par Lénine
Le 26 octobre, Vladimir Lénine a télégraphié au président du Conseil des ministres de la république d'Extrême-Orient : « À l'occasion du cinquième anniversaire de la Révolution d'Octobre victorieuse, l'Armée rouge a franchi une nouvelle étape décisive vers le nettoyage complet du territoire de la RSFSR et de ses républiques alliées des troupes d’occupation étrangères. L'occupation de Vladivostok par l'armée populaire révolutionnaire de la république d'Extrême-Orient unit les citoyens russes qui ont subi le lourd joug de l'impérialisme japonais avec les masses laborieuses de Russie. Saluant tous les travailleurs de Russie et l'héroïque Armée rouge avec cette nouvelle victoire, je demande au gouvernement de la république d'Extrême-Orient de la transférer à tous les ouvriers et paysans des régions et des montagnes libérées. Salutations à Vladivostok du Conseil des commissaires du peuple de la RSFSR. ».

### Suites
Le 31 octobre 1922, à la place du Comité militaire révolutionnaire formé par la clandestinité locale, apparut le Comité militaire révolutionnaire régional du Primorié sous la direction de Lev Belski. Vladivostok fut en réalité annexée à la république d’Extrême-Orient. Le 15 novembre, la république d'Extrême-Orient est annexée à la RSFSR, et le 20 novembre, Lénine déclara ;  « Vladivostok est loin, mais c'est une ville à nous ».

## Hommages

### Jour de libération de l'Extrême-Orient des gardes blancs et des interventionnistes
À l'époque soviétique, le 25 octobre était célébré comme jour férié dans le kraï du Primorié . Ce jour-là, des rassemblements solennels ont eu lieu dans toutes les localités di Primorié et de nouveaux monuments dédiés aux combattants du pouvoir soviétique ont été dévoilés. La rue des Aléoutiennes à Vladivostok a été rebaptisée rue du 25 octobre (le changement de nom vers l'ancien nom, Aléoutienne a eu lieu en 1992).
Par la résolution de la Douma du kraï du Primorié n° 226 du 24 novembre 1995, conformément à l'article 109 de la Charte du kraï du Primorié, le 25 octobre a été déclaré Journée du kraï du Primorié et de la libération de l'Extrême-Orient des influences étrangères. envahisseurs et gardes blancs.

### Monuments

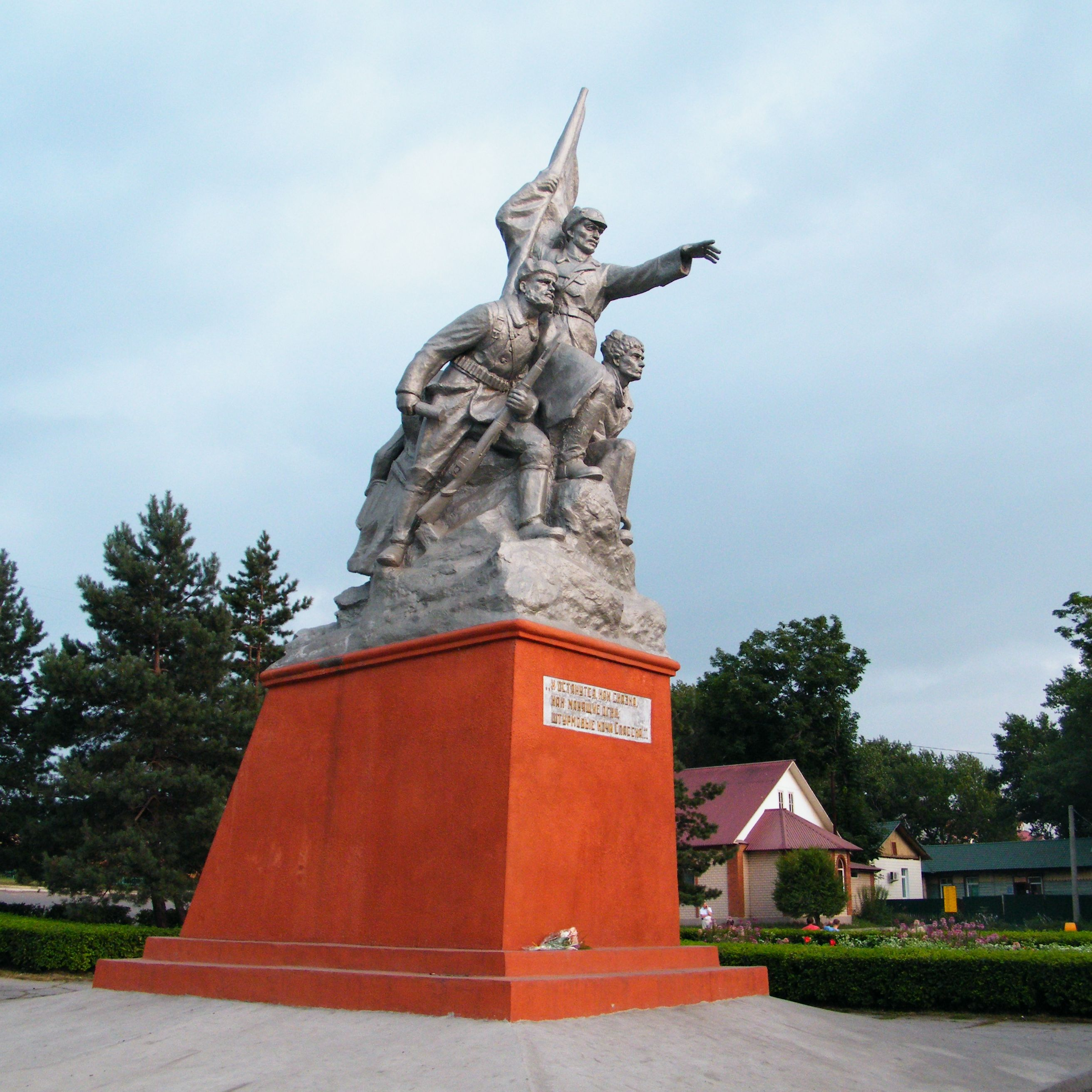
Monument aux soldats de l'Armée rouge, Spassk-Dalni.
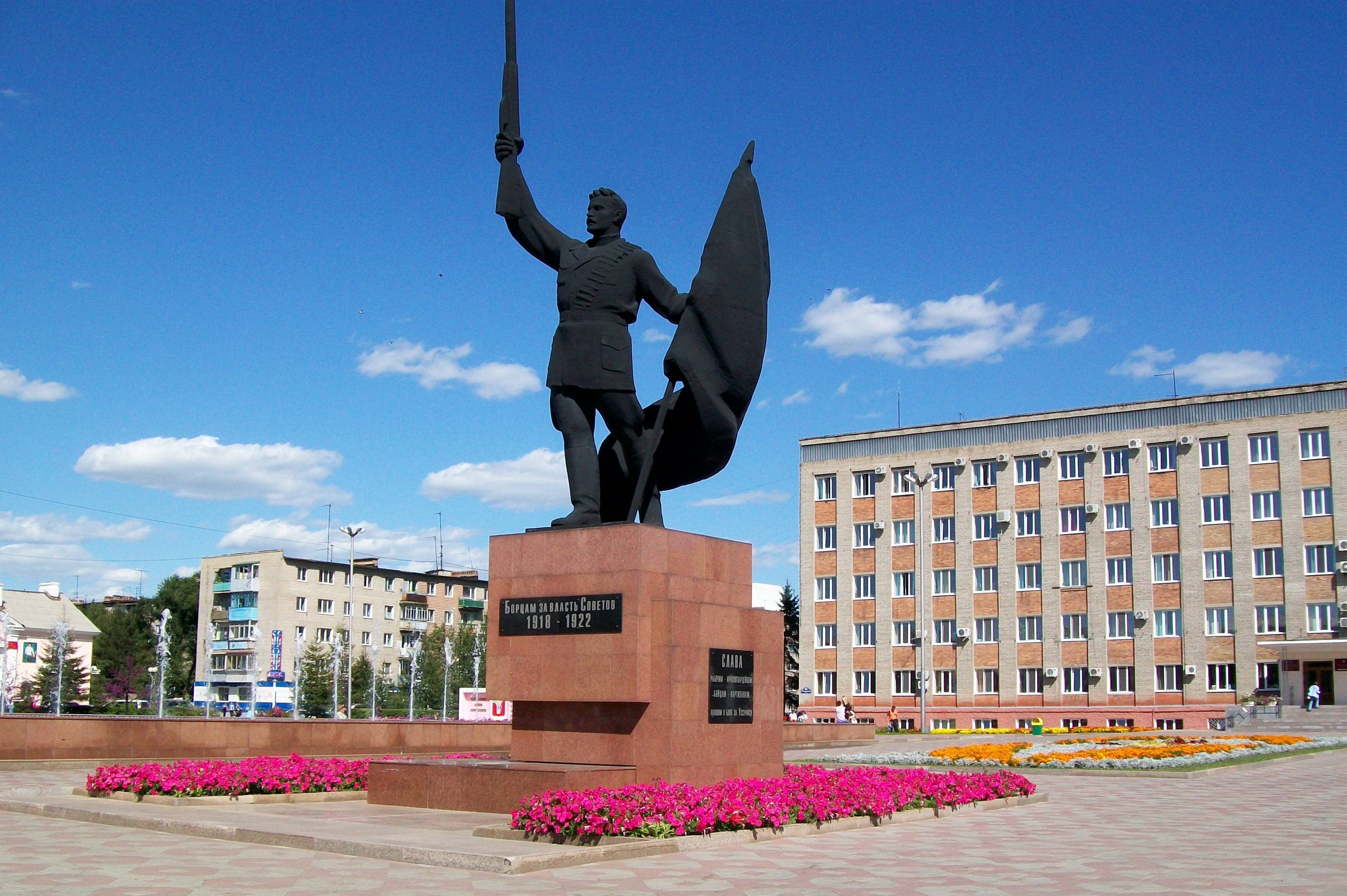
Monument aux combattants du pouvoir soviétique à Oussouriïsk.
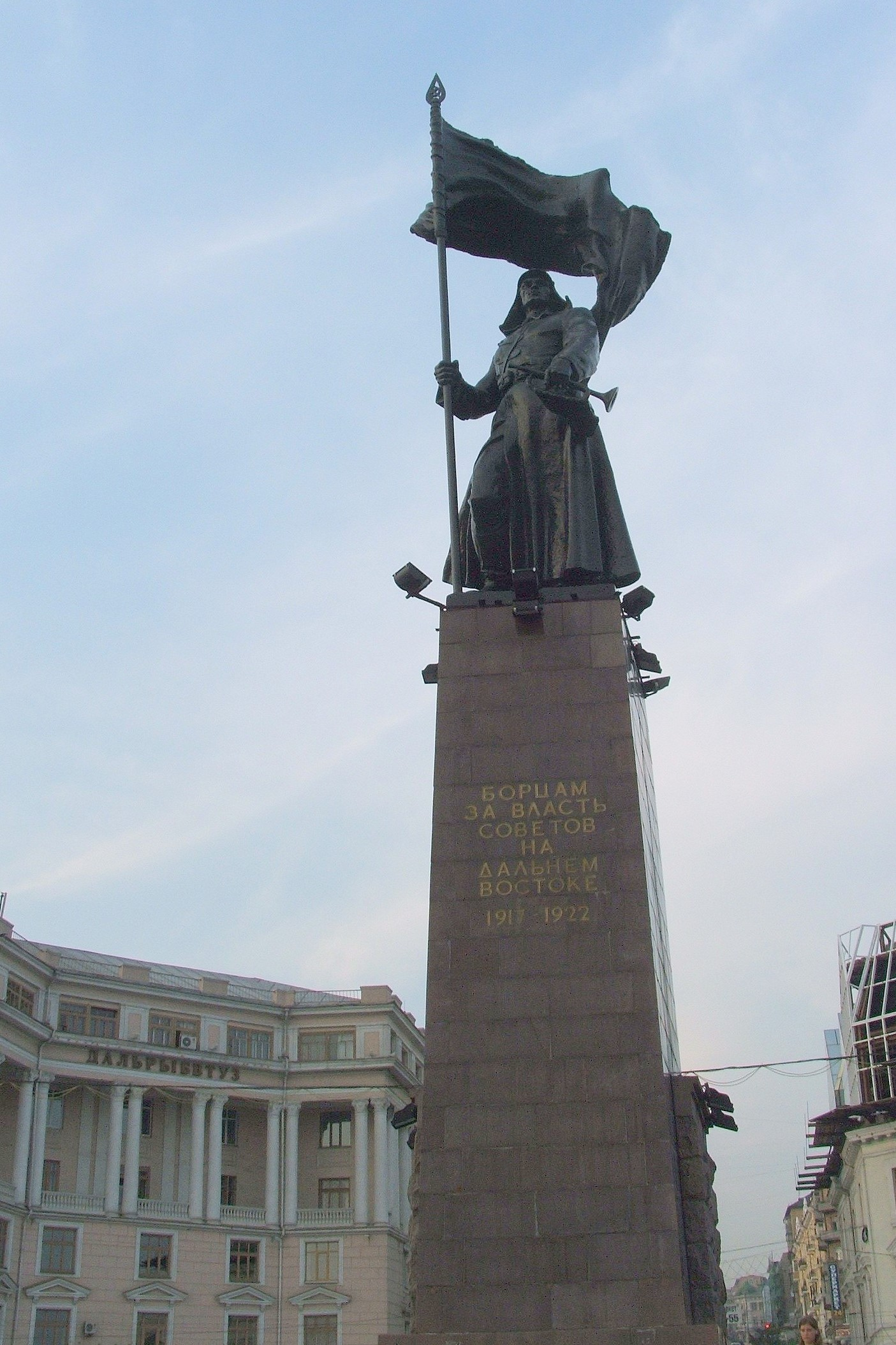
Statue à Vladivostok.